# Peter Gelle
Peter Gelle est un kayakiste slovaque pratiquant la course en ligne né le 23 août 1984 à Nové Zámky.

## Carrière
Lors des Championnats du monde 2010 à Poznań, Gelle remporte la médaille d'argent en kayak monoplace (K-1) 500 m. L'année suivante, il est avec Erik Vlček champion du monde de  kayak biplace (K-2) 1 000 m et vice-champion d'Europe de K-2 500 m. En 2012, Gelle et Vlček sont médaillés de bronze aux Championnats d'Europe en K-2 1 000 m et terminent huitièmes de la finale de K-2  1 000 m des Jeux olympiques d'été de 2012. Lors de ces Jeux, Gelle participe aussi au kayak à quatre (K-4) 1 000 m, se classant à la sixième place.